# Rudy Ricciotti
Rudy Ricciotti (Kouba, 22 agosto 1952) è un architetto e editore francese con cittadinanza italiana.

## Biografia
Nato in Algeria, quando aveva tre anni la sua famiglia si trasferì in Francia. Studiò ingegneria in Svizzera e si laureò all'École Nationale Supérieure d'Architecture di Marsiglia nel 1980.
Progettò il Musée des Civilizations de l'Europe et de la Méditerranée (MUCEM) a Marsiglia, il Pavillon Noir ad Aix-en-Provence, la Villa Navarra a Le Muy, il Museo Jean Cocteau a Mentone, Les Arts Gstaad a Gstaad e il Centro di Arte e Cultura a Liegi, Belgio. Ha lavorato a una mostra al Louvre con Mario Bellini nel 2012. Nel 2015 ha progettato il museo "L'uomo e il mare" sul molo Antoine I nel Principato di Monaco.
Detesta il minimalismo. e sostiene la "demusealizzazione dei musei".
Dirige una piccola casa editrice, Al Dante, che pubblica fotografie, saggi sull'architettura e poesie, inclusa una traduzione francese di John Ashbery.
Ha ricevuto la Legion d'onore, l'Ordine delle arti e delle lettere e l'Ordine nazionale al merito.
Vive a Cassis e ha un ufficio a Bandol. nel quale colleziona libri rari.

### Controversie

#### MUCEM

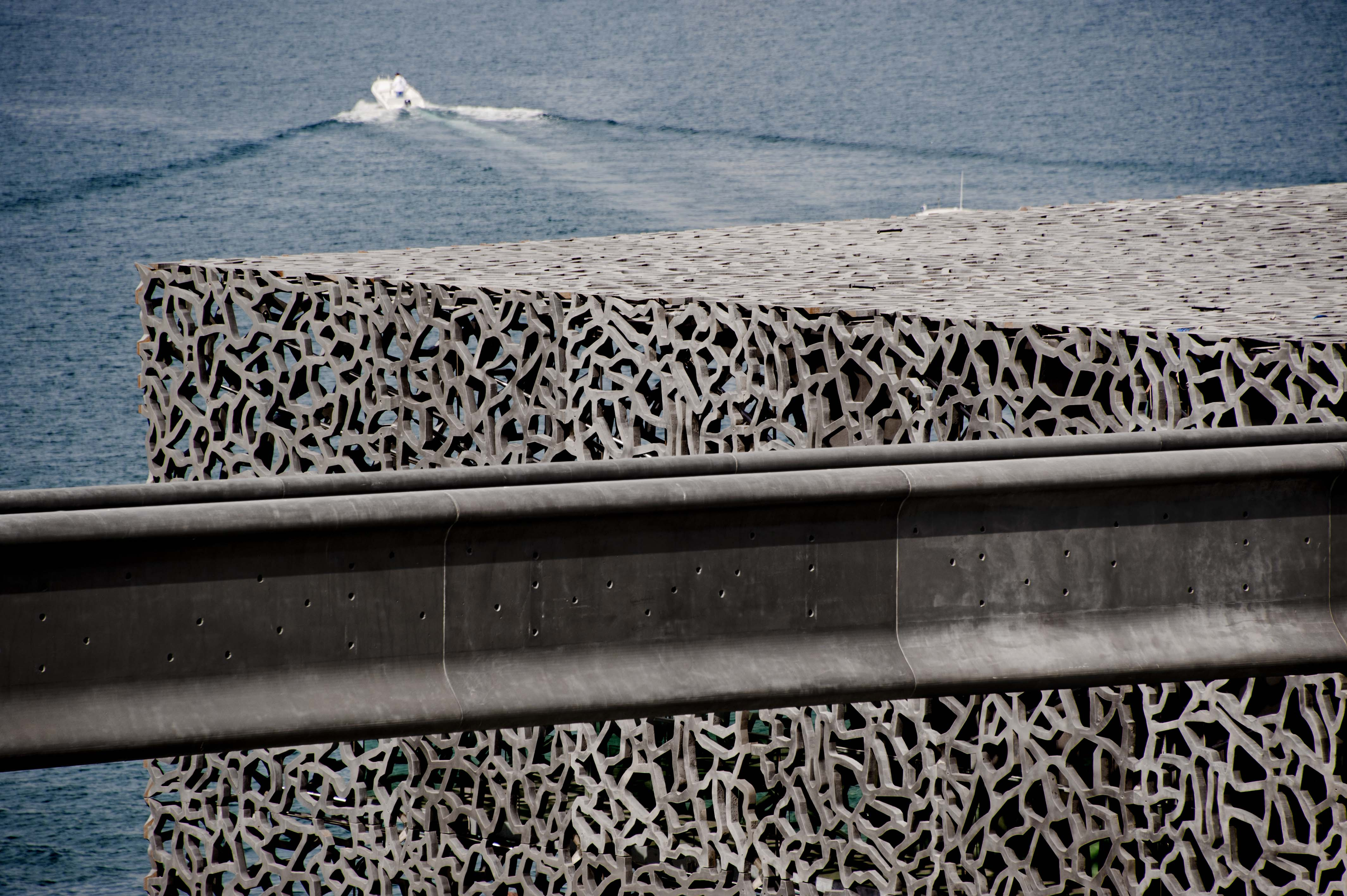
Musée des Civilisations de l’Europe et de la Méditerranée (MuCEM)

Nel febbraio 2015 la Corte dei conti francese ("la Cour des comptes") ha segnalato "una gestazione laboriosa" con un costo finale di 350 milioni di euro (studi, costruzioni...) invece dei 160 milioni originariamente previsti per il Musée des Civilizations de l'Europe et de la Méditerranée a Marsiglia.
Il complesso, progettato da Ricciotti in collaborazione con Roland Carta, si articola in due corpi principali: il J4, un parallelepipedo di cemento armato rivestito da una rete in calcestruzzo UHPC (Ultra High Performance Concrete), e il Fort Saint-Jean, oggetto di interventi di restauro e connessione tramite una passerella sospesa. Il rivestimento reticolare, concepito come una seconda pelle porosa, costituisce una delle applicazioni più emblematiche del calcestruzzo fibrorinforzato in campo architettonico. Questa “moucharabieh” in cemento, lunga 309 metri e spessa appena 10 centimetri, è stata realizzata in pannelli prefabbricati e giuntati in opera, dimostrando come l’innovazione tecnologica possa integrarsi con la tradizione decorativa mediterranea (Campagnol, 2015).

#### La sua villa a Cassis (Francia)
Il 17 ottobre 2018, Rudy Ricciotti è stato ascoltato presso il Tribunale penale di Tolone per lavoro non autorizzato nella sua proprietà tra il 2010 e il 2012, quando ha assunto lavoratori in nero. La sua villa si trova nel “Parc national des Calanques”, a Cassis, in un'area naturale classificata. Aveva trasformato una colombaia degli anni Settanta in una sala di proiezione.
Il 23 novembre 2018 il tribunale penale di Tolone lo ha condannato a quattro mesi con la condizionale e a una multa di 150.000 euro.
Tuttavia e fortunatamente per lui, questa sentenza non sarà registrata nel suo casellario giudiziario. Questo gli permette di evadere comunque ordini e di partecipare a concorsi pubblici di architettura.
L'imprenditore è stato condannato a una multa di 120 mila euro ed una sua proprietà è stata sequestrata.

## L'uso del calcestruzzo nelle architetture di Rudy Ricciotti
Il cemento, nelle opere di Rudy Ricciotti, assume un valore che trascende la mera funzione strutturale per divenire veicolo di espressione architettonica, linguaggio materico e strumento di radicamento culturale. Nato in Algeria nel 1952, Ricciotti sviluppa un rapporto privilegiato con il calcestruzzo sin dai primi anni della sua carriera, attribuendogli una dimensione sia poetica che politica. Il suo impiego del materiale si fonda su un rifiuto delle superfetazioni tecnologiche e sulla volontà di dare forma a un’architettura «di carne e sangue» (Ricciotti, L'architecture est un sport de combat, 2004), dove la massa e il peso del costruito rispondono all'identità di un luogo e al contesto mediterraneo.
La scelta del cemento UHPC nel MuCEM si configura come un punto di svolta: mentre le prime opere di Ricciotti – come il Padiglione dello Sport a Vitrolles (1994) o la Passerella dell’Esplanade a Montpellier (1996) – esprimono una brutalità controllata, fatta di casseri a vista e masse monolitiche, con il MuCEM il progettista introduce un grado di raffinatezza esecutiva inedito nella sua produzione. Tuttavia, restano invariati alcuni elementi chiave del suo approccio: l’uso del cemento come materia prima locale e resistente, la predilezione per la prefabbricazione artigianale, e la volontà di fare del materiale stesso l’elemento narrativo del progetto. «Io faccio cemento poetico, non cemento ingegneristico», afferma Ricciotti in un’intervista del 2013 (Le Monde, 2013), sottolineando l’intento espressivo e culturale che guida le sue scelte materiche.
Un confronto con opere successive, come la Biblioteca Humaniste di Sélestat (2018) o il Palais de Justice di Béziers (2007), evidenzia una continuità nell’uso del cemento come medium architettonico e simbolico. Nella biblioteca alsaziana, il cemento viene lavorato in maniera quasi plastica per produrre superfici levigate e curve che si integrano con il contesto storico. Anche qui, la struttura è interamente in calcestruzzo armato, ma la lavorazione punta alla finezza del dettaglio e all’interazione con la luce, in coerenza con quanto già sperimentato nel MuCEM. Al contrario, nel palazzo di giustizia, Ricciotti recupera un registro più massiccio e severo, coerente con la funzione giudiziaria dell’edificio, mantenendo però una particolare attenzione al trattamento delle superfici.
Ciò che distingue Ricciotti da altri esponenti del cosiddetto “brutalismo mediterraneo” è il suo continuo aggiornamento tecnologico unito a una lettura colta della tradizione. Se Le Corbusier, riferimento dichiarato da Ricciotti, aveva esplorato le potenzialità plastiche del béton brut, Ricciotti porta il cemento verso una dimensione ornamentale, filtrata attraverso una sensibilità contemporanea che non rinuncia alla memoria né alla tecnica. La collaborazione con industrie specializzate nella produzione di calcestruzzo ad alte prestazioni ha permesso a Ricciotti di portare il materiale oltre i limiti convenzionali, come dimostrato non solo al MuCEM, ma anche nel progetto per la Passerella della Peace Bridge a Seoul (non realizzata), dove le geometrie complesse avrebbero richiesto una sofisticata ingegneria del calcestruzzo.

## Pubblicazioni
- Guerra lampo: De la culture comme arme fatale (con Salvatore Lombardo, Transbordeurs, 2005).
- HQE (Le Gac Press, 2013).
- L'architecture est un sport de combat (con David d'Equainville, Editions Textuel, 2013, 112 pagine).[15]
- A. Pergoli Campanelli, Point ultime - Rudy RICCIOTTI les interviste al vitriol dun sudiste  Paris, Sens & Tonka, 1998, pp. 115–125,ISBN 2-910170-62-4